# Pennington, Greater Manchester
Pennington är en stadsdel i Leigh, i distriktet Wigan, i grevskapet Greater Manchester, i England. Pennington var en civil parish från 1866 till 1894 då den blev en del av Leigh. Denna civil parish hade 8 325 invånare år 1891.